# Spandaryan
Pour l’article homonyme, voir Spandaryan (Syunik).
Spandaryan ou Spandarian (en arménien Սպանդարյան) est une communauté rurale du marz de Shirak en Arménie. En 2008, elle compte 1 697 habitants. Elle a été baptisée en hommage à Souren Spandarian.